# Рассказов, Андрей Ефремович
Андрей Ефремович Рассказов — руководящий сотрудник УНКВД Смоленской обл, начальник УНКВД Архангельской обл.. Капитан госбезопасности. Депутат Верховного Совета РСФСР. Расстрелян в 1941 году как вредитель и участник террористической организации в органах НКВД. Не реабилитирован.

## Биография
Родился 17 ноября 1905 г.р. в д.Никольское Ельнинского уезда Смоленской губ.; из крестьян-бедняков; состоял в ВКП(б) с 1927 г. (член ВЛКСМ в 1924—1930 гг.).
Образование: школа 2 ступени, с.Докудово Ельнинского уезда (1918 г.); Смоленская губ. совпартшкола (09.1928 г.-04.1930 г.); Смоленский вечерний обл. комвуз (1934 г.).
4.1917 г.-02.1921г. - подпасок, пастух в сельском обществе;
3-11.1921 г. - батрак у кулаков, Никольское;
11.1921 г.-6.1922 г. -работал в хозяйстве матери, д.Никольское;
6.1922 г.-9.1926 г. - ученик в сапожной мастерской (Рославльский уезд); 9.1923 г.-3.1925 г. - работал в хозяйстве матери, д.Никольское;
3.1925 г.- 6.1926 г. - зав. избой-читальней, Докудово;
6.1926 г.- 2.1927 г. - член бюро ячейки РКСМ, секретарь ячейки РКСМ в селе; заместитель председателя сельсовета; селькор губернской и центральной газет; профсоюзный уполномоченный волкома Всерабземлеса и 10 деревень Матвеевского сельсовета, с.Шмаково Ельнинского уезда;
2.1927 г.-5.1928 г. - отв. секретарь Шмаковского волкома ВЛКСМ.
В РККА: рядовой 87 стр. полка (5.-8.1928 г.).
8.-9.1928 г. – работник в хозяйстве матери, д.Никольское;
4.-5.1930 г. - сотрудник газеты «Рабочий путь», г.Смоленск.
В органах ОГПУ—НКВД с 1930 г.:
5.1930—1930 г.- штатный практикант ПП ОГПУ по Западной обл. ;
1930—1931 гг. - помощник уполномоченного ИНФО ПП ОГПУ по Западной обл.;
1931 г.—07.1934 г. - уполномоченный СПО ПП ОГПУ( УГБ УНКВД) по Западной обл., затем начальник отделения СПО УГБ УНКВД Западной обл. (до 12.1936 г.); лейтенант ГБ (9.2.1936);
1937—17.11.1937 г. – начальник отд-я 4 отдела УГБ УНКВД Смоленской обл.;
17.11.1937 г.—10.07.1938 г. - начальник 4 отдела УГБ УНКВД Смоленской обл. Депутат Верховного Совета РСФСР 1 созыва.
10.07.1938 г.—31.05.1939 г. - начальник УНКВД Архангельской обл.;
капитан ГБ (10.7.1938 г.) (произведен из лейтенанта ГБ).
25.07.1939 г.—15.1.1940 г..- начальник Строительства № 201 и ИТЛ НКВД.
15.1. —27.7.1940 г. – начальник СПО УНКВД Смоленской обл.
15.7.1940 г. отозван в распоряжение ОК НКВД СССР.
Награда: орден Красной Звезды (19.12.1937) (лишен посмертно указом ПВС СССР от 30.12.1945 г.).
Арестован в 1940 г. Приговорен к ВМН 18.02.1941 г. ВКВС СССР по ст.ст 58-7(«вредительство»), 58-11(«участие в антисоветской террористической организации в органах НКВД» УК РСФСР. Расстрелян 2 апреля 1941 г. вместе с проходившими по его делу ст. лейтенантом ГБ И. В. Малыгиным и лейтенантом ГБ Н. П. Комовым. Место захоронения- спецобъект НКВД «Коммунарка». Не реабилитирован.